# Team Thorengruppen
Team Thorengruppen (také Thorengruppen IBK) je švédský sportovní převážně florbalový klub. Byl založen v roce 2005, sídlí ve městě Umeå a je pojmenovaný po svém hlavním sponzoru.

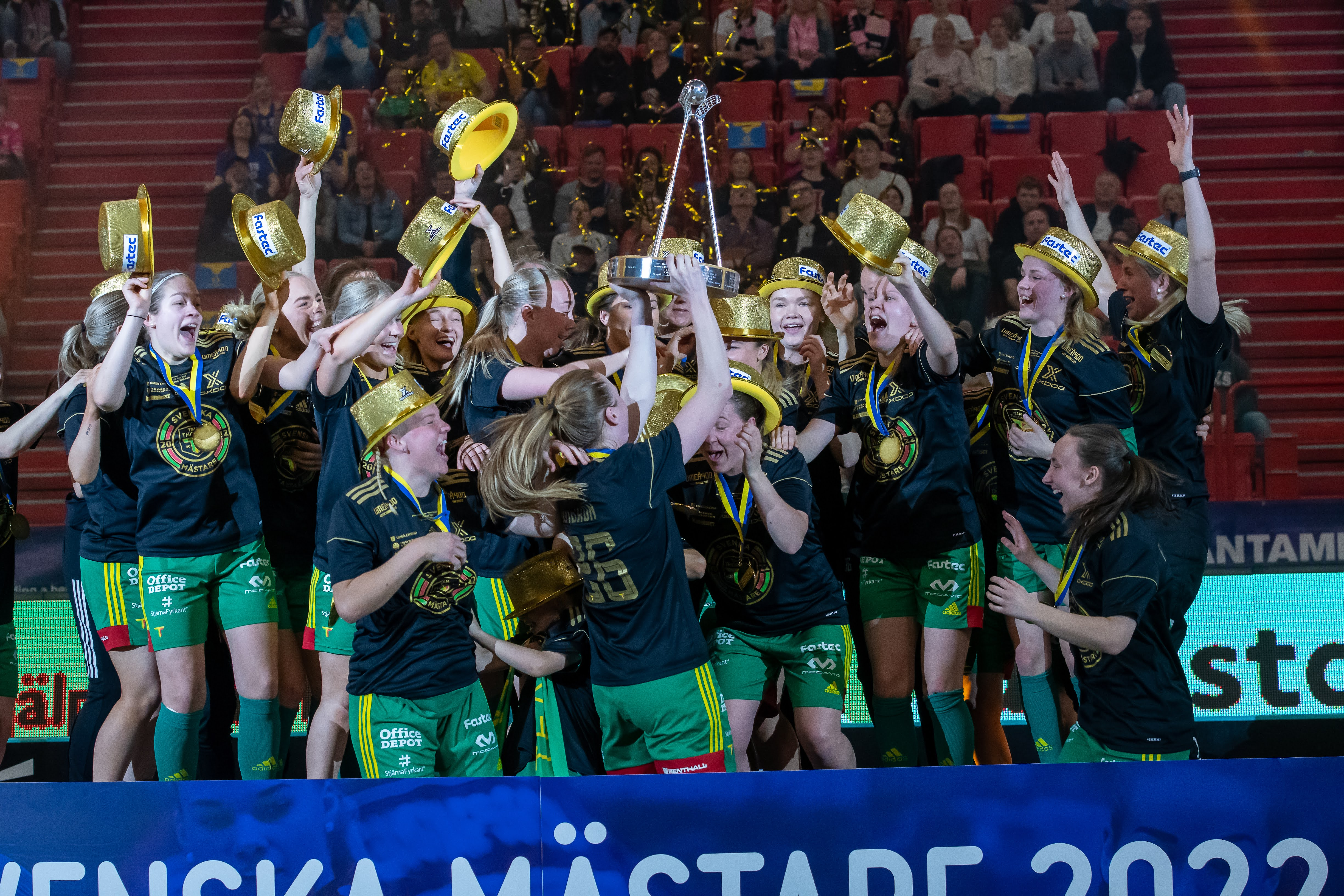
Hráčky Team Thorengruppen slaví zisk titulu v sezóně 2021/2022

Ženský tým vznikl v roce 2013 převzetím klubu Ersboda SK. Od sezóny 2020/2021 hraje nejvyšší soutěž, Švédskou Superligu. Zároveň převzal hráčky zrušeného týmu IKSU, také z Umeå, vítěze předešlého ročníku a celkově sedminásobného mistra. Od postupu Thorengruppen získal všech pět mistrovských titulů, dva Poháry mistrů v letech 2023 a 2024 a tři Švédské poháry.
Mužský tým hrál v sezónách 2016/2017, 2017/2018 a 2020/2021 až 2024/2025 nejvyšší soutěž, Švédskou Superligu, než byl z finančních důvodů zrušen. Největším úspěchem týmu je deváté místo ve třech sezónách 2021/2022 až 2023/2024.
Od roku 2014 má klub i fotbalový tým Team TG FF.

## Ženský tým

### Sezóny

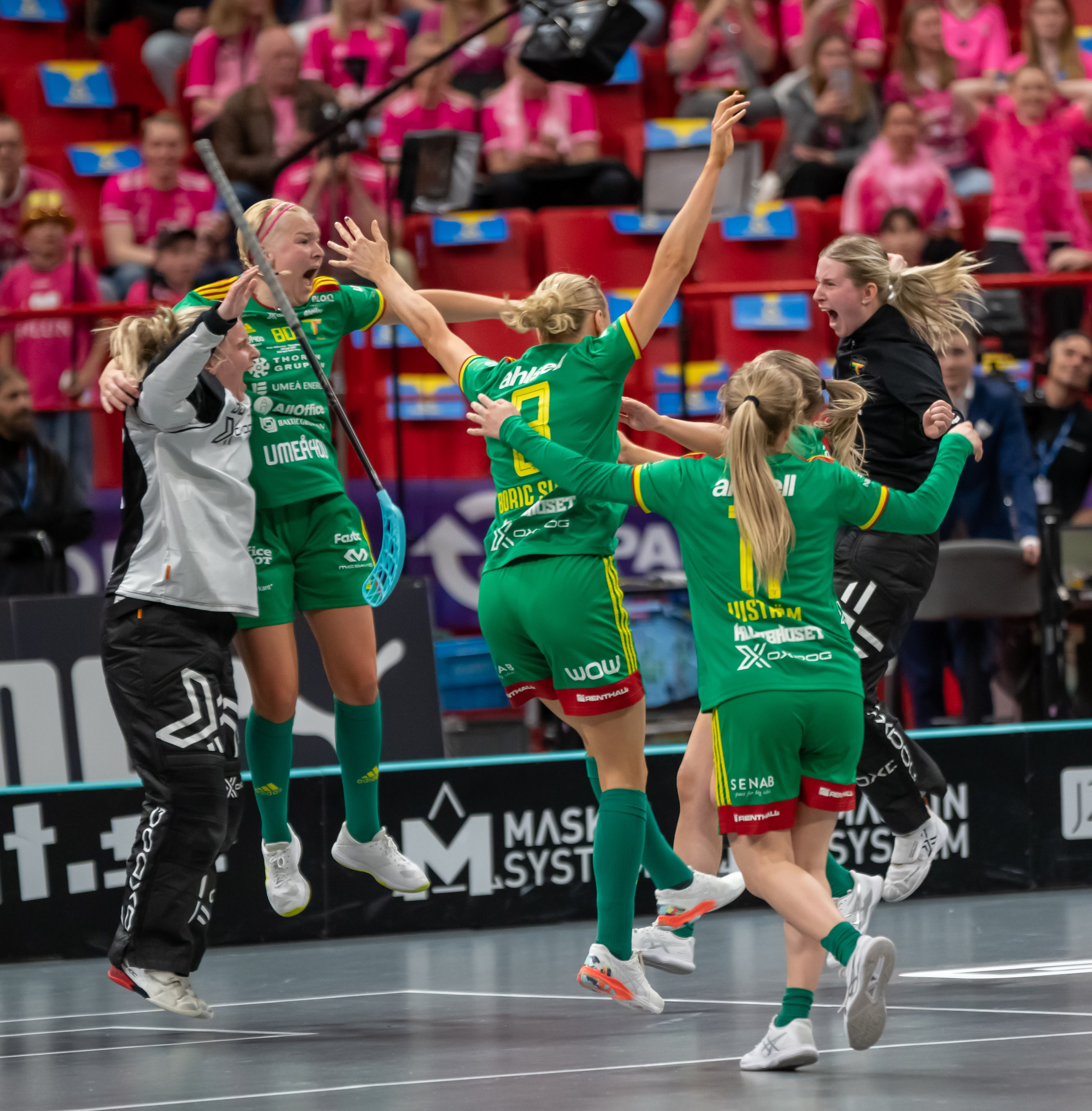
Hráčky Team Thorengruppen slaví gól ve finále 2021/2022

| Sezóna    | Úroveň | Soutěž            | Umístění | Poznámka                                                         |
| --------- | ------ | ----------------- | -------- | ---------------------------------------------------------------- |
| 2019/2020 | 2      | Allsvenskan       |          | Postup do vyšší ligy                                             |
| 2020/2021 | 1      | Švédská Superliga | 1.       | Mistr po vítězství ve finále play-off proti Pixbo Wallenstam IBK |
| 2021/2022 | 1      | Švédská Superliga | 1.       | Mistr po vítězství ve finále play-off proti Pixbo Wallenstam IBK |
| 2022/2023 | 1      | Švédská Superliga | 1.       | Mistr po vítězství ve finále play-off proti Pixbo Wallenstam IBK |
| 2023/2024 | 1      | Švédská Superliga | 1.       | Mistr po vítězství ve finále play-off proti Pixbo IBK            |
| 2024/2025 | 1      | Švédská Superliga | 1.       | Mistr po vítězství ve finále play-off proti Pixbo IBK            |

### Známé hráčky
- Veera Kauppiová (2020–)
- Maja Viströmová (2020–)